# Royal Photographic Society
A Royal Photographic Society (RPS) é uma das mais antigas sociedades fotográficas do mundo. Foi fundada em Londres, Inglaterra, em 1853 como The Photographic Society of London com o objetivo de "promover a Arte e Ciência da Fotografia". Em 1874 foi renomeada para Photographic Society of Great Britain, e em 1894 tornou-se The Royal Photographic Society of Great Britain. A RPS foi agraciada com a carta real em julho de 2004, e é também uma instituição educacional beneficente inscrita na Charity Commission. Ao longo de sua história a instituição foi baseada em vários locais de Londres. Ela mudou-se para Bath em 1979, e desde 2004 a sua sede está em Fenton House, 122 Wells Road, Bath, Somerset. A adesão é internacional e aberta a qualquer pessoa com interesse em fotografia.
A Sociedade oferece vários níveis de excelência em todos os aspectos da fotografia e uma qualificação em imagens científicas. Conta com um extenso programa de mais de 300 eventos em todo o Reino Unido e no exterior, através de grupos locais e grupos de interesses especiais. Atua como uma voz nacional para os fotógrafos, e para a fotografia de modo mais geral, e representa esses interesses em uma variedade de organismos governamentais e nacionais que tratam de áreas tão diversas como autoria e direitos dos fotógrafos. A coleção de fotografias históricas, equipamentos fotográficos e livros foi depositada à nação no National Media Museum, em Bradford, no ano de 2003.

## História

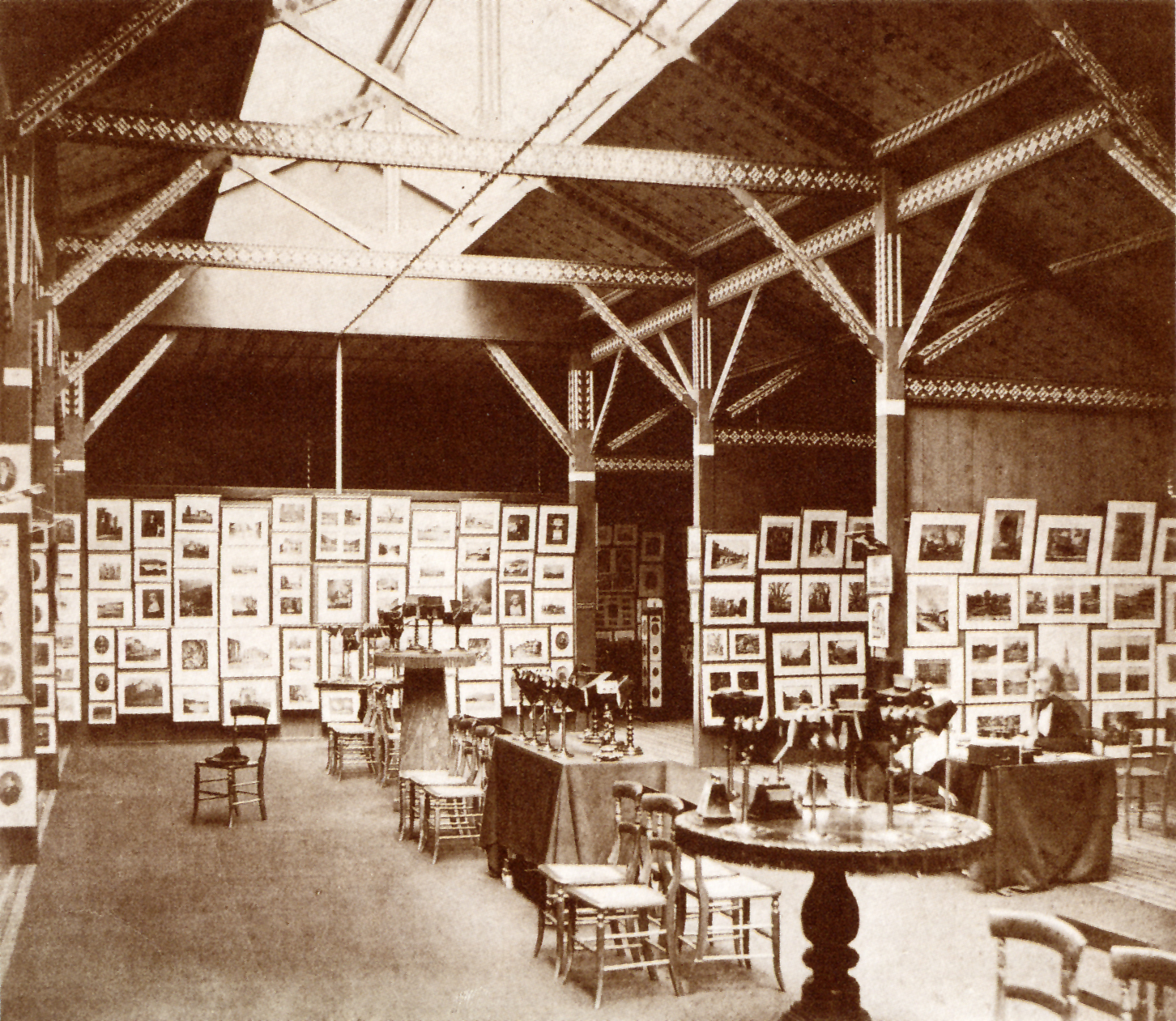
Charles Thurston Thompson: Exibição da Photographic Society, Londres, 1858

Os fotógrafos foram lentos em juntar-se e formar clubes e sociedades. O primeiro foi um agrupamento informal chamado Edinburgh Calotype Club, por volta de 1843. Já a primeira sociedade fotográfica teria sido a Leeds Photographic Society, em 1852, que afirma ser a mais antiga do mundo, embora tenha tido uma quebra entre 1878 e 1881, quando deixou de existir de forma independente. Em outros países temos a Société Française de Photographie, fundada em Paris no ano de 1854.

### Fundação e primeiros anos
O catalisador por trás da formação da Photographic Society foi Roger Fenton. A Grande Exposição de 1851 tinha levantado a consciência pública sobre a fotografia e, em Dezembro de 1852, uma exposição de cerca de 800 fotografias da Royal Society of Arts reuniu amadores e fotógrafos profissionais. O encontro inaugural da Photographic Society deu-se em 20 de Janeiro de 1853. Fenton tornou-se seu primeiro secretário, posição que ocupou por três anos.

### Modernização e década de 1970
Quando Jane Fletcher defendeu a mudança da natureza da fotografia e educação fotográfica no início da década de 1970, obrigou a sociedade a modernizar-se e tornar-se mais relevante para a fotografia britânica. Uma revisão interna levou a mudanças constitucionais, à introdução de uma nova distinção chamado de Licenciatura em 1972 e ao estabelecimento de seis novos grupos de especialistas.

### Projeto Bath
O aumento do custo de manutenção das instalações da Sociedade em South Audley Street, Londres, obrigou o Comitê Executivo a buscar locais alternativos. O Conselho aprovou, em reunião realizada em 1 de abril de 1977, a mudança para Bath e a criação de um Centro Nacional de Fotografia para abrigar a sede da Sociedade e sua coleção. Recursos de £300.000 foram lançados no verão de 1978 para os fundos necessários para transformar The Octagon e edifícios adjacentes em Milsom Street, Bath. A exposição de abertura foi realizada em Maio de 1980, com o edifício tendo sido inaugurado oficialmente pela Princesa Margaret em Abril de 1981.

### Locais
Embora a reunião inaugural da Sociedade tenha tido lugar na Society of Arts, em Londres, isto se deu algum tempo antes dela ter sua própria casa permanente. Manteve-se funcionando em diversos endereços, alguns simultaneamente, para diferentes tipos de reuniões.
Os locais utilizados foram: Royal Society of Arts, John Adam Street; 20 Bedford Street, 4 Trafalgar Square, 21 Regent Street, 28 George Street (Hanover Square), 1 Coventry Street; Kings College, Strand; 9 Conduit Street, 5A Pall Mall East, Londres - usada para alguns encontros até 1899; 50 Great Russell Street; e 12 Hanover Square, Londres.
Os locais permanentes da Sociedade foram:
- 1899-1909 - 66 Russell Square, Londres
- Março de 1909 - Março de 1939 - 35 Russell Square, Londres
- 1939-1968 - Princes Gate, Londres
- 1968-1970 - No. 1 Maddox Street (temporário)
- 1970-1979 - 14 South Audley Street, Londres
- 1980-2003 - The Octagon, Milsom Street, Bath
- 2004-presente - Fenton House, 122 Wells Road, Bath. Oficialmente inaugurado em 16 de Fevereiro de 2005.

### Brasão de Armas
O Brasão da Sociedade é composta pelos seguintes elementos:
Armas: Estes elementos representam a base da fotografia em preto e branco, e que as imagens fotográficas são percebidas através dos olhos com toda a luz e energia, em última análise decorrente do sol.
Topo: O conceito do lince no topo deriva do fato de que este animal, em termos mitológicos, é dito como tendo o poder de "ver tudo" - dentro e através de substâncias - e, portanto, é apropriado para fotografia e imagem. O dispositivo segurado pelo lince representa tanto a base da fotografia - os hábitos cristalinos raros e normais de halogenetos de prata - e comemora o momento histórico da sociedade no Octagon, em Bath.
Suporte: Os leões de ambos os lados do escudo com as suas cifras (V e A) homenageam as conexões históricas da RPS e o patrocínio real que remonta à rainha Victoria e ao príncipe Albert. Eles são baseados naqueles em homenagem ao príncipe na Capela de São Jorge (Castelo de Windsor).
Lema: O lema em latim Universa Vita Percepta se traduz como Toda a vida percebida, para indicar que a capacidade e potencial da fotografia para observar e registrar (e, assim, ajudar-nos a compreender) tudo daquilo que constitui a nossa vida.
Emblema: O emblema é baseado no dispositivo segurado pelo lince (descrito acima), que por sua vez é retirado da antiga marca da sociedade e também incorpora a antiga coroa real.

## Coleção e Arquivo

### Coleção

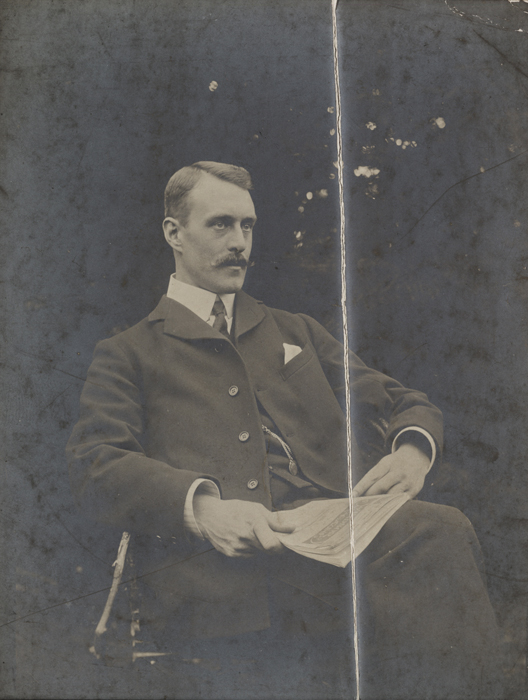
John Dudley Johnston, Curador Honorário da RPS entre 1924 e 1955, em foto de 1905

A Sociedade tinha recolhido fotografias e itens de importância histórica em uma base ad hoc, mas não havia nenhuma política formal de coleta até John Dudley Johnston ser nomeado Curador Honorário, cargo que ocupou entre 1924 e 1955. Até a nomeação de Johnston, a coleção era, em grande parte, concentrada em avanços técnicos da fotografia. Ele começou a se concentrar em adicionar a fotografia pictórica para a coleção.
Com sua morte em 1955, o posto foi transferido para sua esposa Florence e depois uma sucessão de pessoas, entre remunerados e não remunerados, incluindo Gail Buckland, Carolyn Bloore, Arthur Gill, Valerie Lloyd e Brian Coe, com a Professora Margaret Harker como Curadora Honorária por um longo período. Pam Roberts foi nomeada curadora, cargo que ocupou enquanto a coleção era fechada em 2001, até sua transferência para o National Media Museum em 2002. A mudança foi apoiada pela chefe do museu, Amanda Nevill, que havia sido secretária da Sociedade na década de 1990.
Em 1953, o número de itens da coleção tinha chegado a mais de 3000 itens. No momento da transferência para o Museu já consistia em algo em torno de 270,000 objetos fotográficos, mais de 6000 itens de equipamentos fotográficos, 13,000 livros, 13,000 periódicos encadernados e 5000 documentos relacionados ao tema da fotografia.
A coleção Tyng, de propriedade da RPS, é uma excelente coleção de fotografias pictóricas começada em 1927 por um filantropo americano e membro da sociedade, Stephen H. Tyng. Ele criou uma fundação para promover e reconhecer o trabalho fotográfico de grande mérito pictórico. A primeira impressão colorida aceita na Coleção Tyng, em 1960, foi "Madrasi Fishermen", tiradas pelo Dr. S. D. Jouhar durante sua viagem de 6 meses pela Índia em 1959.

### Arquivo
Os primeiros registros da Sociedade, Conselho, Comissão e livros de atas de reuniões, são guardadas com a coleção da Sociedade, no National Media Museum, onde estão disponíveis ao público. As atas mais recentes do Conselho e do Comitê são mantidas pela Sociedade em Bath. Não há registro publicado ou on-line de antigos ou atuais membros. Listas ocasionais de membros foram publicadas pela Sociedade até a década de 1890, quando as listas foram emitidas mais regularmente. A partir de 1930 estas foram emitidas periodicamente, mas agora não mais. Novos membros eram geralmente publicados no Photographic Journal.
Existe um projeto para publicar um banco de dados pesquisável on-line de sócios entre 1853 e 1900. Este projeto foi realizado pelo Dr. Michael Pritchard e será publicado pelo Centro de Pesquisa de História Fotográfica da De Montfort University A Sociedade tem um índice de cartões de membros do final dos anos 1930 aos 1980 que ele pesquisa a pedido e também pode ser capaz de ajudar com as investigações de adesões entre 1900 e a década de 30. Os dados atuais de membros estão em uma base de dados informatizada e permanece confidencial.

## Publicações
Desde a formação da Sociedade tem sido publicada uma revista, e outras publicações foram emitidas ao longo dos anos.

### The Photographic Journal
O jornal da Sociedade foi originalmente chamado The Journal of the Photographic Society of London, e durante a maior parte da sua existência foi simplesmente chamado The Photographic Journal, tendo hoje o nome de RPS Journal. Foi publicado continuamente desde 1853, tornando-se a publicação periódica fotográfica mais antiga do Reino Unido. Especialmente em seus primeiros anos, foi lida e distribuída para além dos membros da Sociedade. Entre os antigos editores encontram-se Arthur Henfrey, Hugh Welch Diamond, William de Wiveleslie Abney, H. H. Blacklock e, mais recentemente, Jack Schofield. O atual editor é David Land.

### The Imaging Science Journal
A Sociedade publica um jornal dedicado à ciência e à tecnologia da imagem, o The Imaging Science Journal, anteriormente chamado Journal of Photographic Science. O ISJ é hoje publicado em nome da The Society by Maney Publishing em versões impressa e digital.

### The Year's Photography
The Year's Photography foi publicado anualmente pela Sociedade entre 1922 e 1961. A folha de rosto da edição de 1957 dizia 'Esta edição contém uma seleção de todas as exposições realizadas em 1956 sob os auspícios da Sociedade que continham fotografias adequadas para a reprodução. Há também revisão da fotografia artística e da exposição natural". A publicação dava uma visão geral do estado da fotografia amadora e profissional britânica durante o ano.

### Outras publicações
Ao longo dos anos a Sociedade lançou uma série de publicações pontuais, muitas vezes em parceria com editoras comerciais. Estas incluem Directory of British Photographic Collections, de John Wall, em conjunto com Heinemann (1977), Roger Reynolds (ed.), Portfolio One (2007) e Roger Reynolds (ed.), Portfolio Two (2010). Publicou ainda o catálogo anual International Print Exhibition e cada vez mais publica catálogos digitais de suas exposições.

## Membros
Não há restrições sobre a adesão, que é internacional e inclui fotógrafos amadores e profissionais, através de cientistas fotográficos e aqueles envolvidos em exposições, curadorias ou escrevem sobre fotografia, assim como aqueles com um interesse geral no meio. Muitos dos grandes nomes da história da fotografia, assim como muitos fotógrafos conhecidos hoje, foram membros da RPS.

## Distinções e qualificações
Até 1895 a adesão foi limitada apenas para "membros", com algumas distinções menores para aqueles que vivem no exterior. Nesse ano, a Sociedade introduziu uma nova categoria de associação de "amizade" (Fellow). Agora oferece (da menor para o maior distinção):
- LRPS: Licenciatura da Royal Photographic Society, introduzida em 1972
- ARPS: Associação da Royal Photographic Society, introduzida em 1924
- FRPS: Amizade da Royal Photographic Society, introduzida em 1895

Estas exigem a apresentação de provas - fotografias ou escritos - que são avaliadas por painéis competentes antes de serem celebradas pelo Conselho da Sociedade. Além das Qualificações de Cientistas da Imagem, a Sociedade proporciona uma estrutura de liderança para as qualificações profissionais de engenheiros, cientistas e tecnólogos cujas atividades profissionais estão preocupadas com aspectos quantitativos ou mecânicos de sistemas de imagiologia ou as suas aplicações. Estes são divididos em quatro níveis;
- QIS; Qualified Imaging Scientist and Licentiate (Qualificação de Cientista da Imagem e Licenciado) (QIS LRPS) of the Royal Photographic Society (Nível 1)
- GIS; Graduate Imaging Scientist and Associate (Graduação de Cientista da Imagem e Associado) (GIS ARPS) of the Royal Photographic Society (Nível 2)
- AIS; Accredited Imaging Scientist and Associate (Aceito como Cientista da Imagem e Associado) (AIS ARPS) of the Royal Photographic Society (Nível 3)
- ASIS; Accredited Senior Imaging Scientist and Fellow (Aceito como Cientista da Imagem Senior e Associado) (ASIS FRPS) of the Royal Photographic Society (Nível 4)

## Exposições
A Sociedade realiza uma exposição anual desde 1854. Passou a deter uma Exposição Internacional Anual de Impressões, patrocinado pelo escritório de advocacia multinacional Allen & Overy, que percorre o Reino Unido, uma Exposição Internacional Anual de Imagem Projetada que também percorre o país; Exposição de Ciência e Exposição de Membros; e exposições mensais de trabalhos de membros em Fenton House.

## Oficinas
A Sociedade executa mais de 300 oficinas e palestras em todo o Reino Unido que estão abertas a membros e não-membros. Muitas são realizadas na sede da RPS, em Bath.

## Premiações e medalhas
A cada ano a Sociedade apresenta uma série de premiações para fotógrafos e outras individuais em fotografia. O destinatário recebe uma medalha. O mais importante destas é a Progress Medal, instituida em 1878, entregue em reconhecimento a alguma invenção, pesquisa, publicação ou outra contribuição cujo resultado seja um avanço importante no desenvolvimento científico ou tecnológico da fotografia ou da imagem no sentido mais amplo.
Outros prêmios anuais da Sociedade são: Centenary, Award for Outstanding Service to Photography, o Colin Ford, o Combined Royal Colleges, o Davies, o Education, o Fenton (e Sócio Honorário Vitalício), o Hood, o J Dudley Johnston, o Lumière, RPS Member’s Award, o Saxby, o Selwyn, o Vic Odden, e o Bill Wisden Fellowship of the Year.

### Medalha do Centenário
De acordo com o website da sociedade, esta premiação é "em reconhecimento de uma contribuição sustentada, significativa para a arte da fotografia".
O brasileiro Sebastião Salgado foi seu vencedor no ano de 1993. Abaixo a lista de recebedores:
- 1993 - Sebastião Salgado
- 1994 - Cornell Capa
- 1995 - Robert Delpire
- 1996/97 - Freddie Young
- 1998 - Josef Koudelka
- 1999 - William Klein
- 2000 - Ray Metzker
- 2001 - Paul Caponigro
- 2002 - Elliott Erwitt
- 2003 - Medalha especial da premiação de aniversário (150 anos)
- 2004 - Arnold Newman
- 2005 - David Bailey
- 2006 - Susan Meiselas
- 2007 - Don McCullin
- 2008 - Martin Parr
- 2009 - Annie Leibovitz
- 2010 - Albert Watson
- 2011 - Terry O'Neill
- 2012 - Joel Meyerowitz
- 2013 - Brian Griffin

### Prêmio de melhor serviço para a fotografia
De acordo com o website da Sociedade, este prêmio "carrega consigo um Membro Honorário da Sociedade. Ele reconhece grandes contribuições continuadas, marcantes e influentes para o avanço da fotografia e/ou imagem em seus mais amplos significados". Os recebedores são:
- 2009 - Dewi Lewis
- 2010 - Michael G Wilson
- 2011 - Philippe Garner
- 2012 - Kathy Ryan

### Colin Ford Award
A RPS estabeleceu em 2003 o Colin Ford Award, uma premiação anual por contribuições para a curadoria. O nome é uma homenagem ao primeiro diretor do National Museum of Photography, Film and Television (atual National Media Museum) em Bradford, Colin Ford CBE.

### Education Award
De acordo com o website da Sociedade este prémio "é dado para realizações proeminentes ou contribuições na educação fotográfica continuada". Os recebedores são:
- 2011 - Paul Delmar, que lecionou fotografia impressa e fotojornalismo no Norton College, em Sheffield, por 30 anos[35]
- 2012 - Anne Williams, Diretora do programa de fotografia do London College of Communication

### J Dudley Johnston Award / Medal

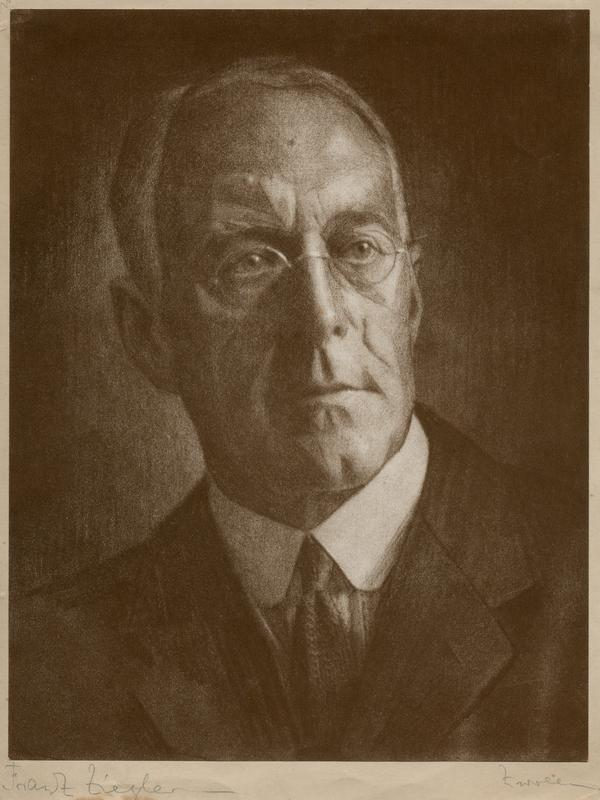
J. Dudley Johnston
(foto de Franz Ziegler, 1929)

Este é um "prêmio de grande conquista no campo da crítica fotográfica ou da história da fotografia. A premiado é dada pela excelência continuada ao longo de um período de tempo, ou para uma única publicação excepcional". Os recebedores são:
- 1998 - Larry Schaaf
- 1999 - Vicki Goldberg
- 2000 - Colin Westerbeck
- 2001 - Bill Jay
- 2002 - Dr Mike Weaver
- 2003 - Dr Sara Stevenson
- 2004 - Colin Harding (fotohistoriador) e Val Williams (Curador)
- 2005 - Ian Jeffrey (fotohistoriador) e David Alan Mellor (Curador)
- 2006 - Gerhard Steidl (fotohistoriador) e Martin Harrison (Curador)
- 2007 - Roger Taylor (fotohistoriador)
- 2008 - Gail Buckland
- 2009 - Matthew Butson
- 2010 - A. D. Coleman
- 2011 - Sean O'Hagan
- 2012 - Anthony Bannon

### Vic Odden Award
Este é um "prêmio oferecido por um feito notável na arte da fotografia por um fotógrafo britânico de 35 anos ou menos, sendo nomeado em memória de Vic Odden". Os recebedores são:
- 1999 - Paul Lowe
- 2000 - Harriet Logan
- 2001 - Paul M. Smith
- 2002 - Donovan Wylie
- 2003 - Hannah Starkey
- 2004 - Adam Broomberg e Oliver Chanarin
- 2005 - Tom Craig
- 2006 - Stephen Gill
- 2007 - Simon Roberts
- 2008 - Alixandra Fazzina
- 2009 - James Mollison
- 2010 - Olivia Arthur
- 2011 - Venetia Dearden
- 2012 - Laura Pannack

### Outras premiações
Além das premiações citadas acima, existem ainda:
- Combined Royal Colleges Medal
- Davies Medal
- Fenton Medal/Fenton Award
- Hood Medal
- Lumière Award
- RPS Member’s Award
- Saxby Medal/Saxby Award
- Selwyn Award
- The Bill Wisden Fellowship of the Year